# Bee Gees
Bee Gees osnovani su 1958. godine u Brisbaneu, Australija. Sastav su oformila trojica braće Barry, Robin, i Maurice Gibb i postaju jedna od najvećih glazbenih atrakcija svih vremena. Nakon svjetskog uspjeha vraćaju se u Englesku nakon čega ih potpisuje producent Robert Stigwood.
U 40 godina glazbenog rada, više puta su pobjednici Grammy Awardove dodjele nagrada za svoj rad i snimljeni materijal ali njihov izričito uspješan period je bio u vremenu harmoničnog "soft rocka" između 1960. i ranih '70.-tih, nakon čega popularnost preuzima "disco glazba".
Procjenjuje se da su "Bee Gees" prodali više od 220 milijuna primjeraka snimljenog materijala i time postaju jedni od najbolje prodavanijih izvođača svih vremena. 1997. ulaze u kuću slavnih "Rock and Roll Hall of Fame ", gdje stoji citat;

## Životopis sastava
Rođeni su u Isle of Manu (Engleska), a prije nego što će odseliti u Australiju žive u Manchesteru. U Australiji provode djetinjstvo i stvaraju svoju veliku glazbenu karijeru.
Braća Gibb, prva su i najveća globalna atrakcija koja je ponikla u Australiji, a njihova dugovječna karijera potegnula se od mladenačkog popa, beata, psihodelije, bijelog R&B-a (ritam i blues) soula i disko glazbe. Glazbena karijera započinje im koncem pedesetih i gotovo punih deset godina bili su vodeći mladenački sastav. Obiteljski sastav pojačao se gitaristom Vinceom Melouneyem i bubnjarom Colinom Petersenom, a karijeru tada nastavlja nizom hit singlova u drugoj polovici šezdesetih čiji su temelji vokalne harmonije po uzoru na sastav The Everly Brothers. Nakon uspjeha njihovog singla "New York Mining Disaster 1941" na engleskom tržištu, gdje se sastav preselio u drugoj polovici 1967.g., uslijedili su hitovi "To Love Somebody", "Holiday" i "I Can't See Nobody", koji su se našli na prvijencu Bee Gees' 1st (1967.) Vrlo popularna skladba "Massachusetts" s hitom "World" našla se na albumu Horizontal, a na trećem albumu Idea hit skladba "I've Gotta Get a Message to You".
Dvostruki album Odessa iz 1969. donosi dosta elemenata progresivnog rocka, melodičnih balada i orkestracije koja je na tragu Moody Bluesa. Album glasi kao najuspješniji u njihovim prvim godinama studijskog rada. "Bee Gees" nastavlja karijeru i izdaje još jedan uspješna album Cucumber Castle, na kojem se nalazi dosta dobrih skladbi i odlična produkcija. Ipak radi nesuglasica u sastavu "Bee Gees" se razilazi, a braća započinju samostalne karijere. Početkom sedamdesetih ponovno se okupljaju i nastavljaju svoju vrlo uspješnu glazbenu karijeru.
1970. izdaju dosta uspješni album 2 Years On, a sljedeće godine Trafalgar na kojem se našla hit skladba "How Can You Mend a Broken Heart?". Nakon nekoliko izdanih albuma slijedi soulom nadahnuti Mr. Natural u produkciji Arifa Mardina, a on je zaslužan i za sljedeći album Main Course koji izlazi 1975.g. Ovim albumom stječu veliku popularnost zahvaljujući preuzimanju beatlesovskih vokalnih harmonija, soul falsetta, funki gitare i plesnog ritma, s kojim počinje njihova tranzicija prema plesnoj glazbi. Novi plesni R&B materijal našao se na albumu Children of the World, nakon kojega rade glazbu za film "Saturday Night Fever" u kojemu glavnu ulogu glumi John Travolta . Album sa skladbama iz filma vrlo je uspješan i riječ je o jednom od najboljih albuma s filmskom glazbom općenito. Dvostruki album prodaje se u više od 30 milijuna primjeraka. Album Spirits Having Flown koji izlazi 1979. označava kraj njihove uspješne glazbene karijeri u kojoj su napravili mnoge hitove i odnijeli mnoge nagrade. Maurice Gibb umire početkom 2003. i njegova smrt dovodi u pitanje daljnji rad sastava "Bee Gees".

## Uspjeh naklade
"Bee Gees" postiže nevjerojatnu uspješnost u broju prodanih albuma od čega samo singlovi broje prodaju od preko 180 milijuna u čitavom svijetu. "How Deep Is Your Love" najpopularnija je skladba i ima preko 400 obrada od raznih izvođača širom svijeta.
Njihove skladbe našle su se na popisu omota od mnogih izvođača, uključujući i Elvis Presleya, Janis Joplin, Al Greena, Eric Claptona, Lulu, Elton Johna, Tom Jonesa i Ninu Simone, a i neke od novijih poput Johna Frusciantea iz sastava "Red Hot Chili Peppers" koji izvode skladbu "How Deep Is Your Love" i Feist, solistice koja izvodi skladbu "Love You Inside Out", Billy Corgan i Robert Smith skladba "To Love Somebody" i neke od skladbi izvode Steps i Destiny's Child. Braća Gibbs pišu tekstove za mnoge skladbe, između ostalog i "Immortality" za Celine Dion, "If I Can't Have You" za Yvonne Elliman, "Chain Reaction" za Dianu Ross,"Spicks and specks" za Status Quo, "Emotion" za Samanthu Sang i Destiny's Child, "Come On Over" za Oliviu Newton-John, "Warm Ride" za Grahama Bonneta, "Guilty" i "Woman in Love" za Barbru Streisand, "Heartbreaker" za Dionne Warwick, "Islands in the Stream" za Kennyja Rogersa i Dolly Parton, "Grease" by Frankie Valli i "Only One Woman" za The Marbles. Mnogi albumi i hit skladbe "Bee Geesa" nanovo su snimljene u raznim obradama, a postale su popularne i kod hip hop izvođača.

## Nagrade i priznanja
"Bee Gees" ulaze u kuću slavnih "Rock and Roll Hall of Fame" 1997. godine, gdje dobivaju svoju nagradu "Britain's first family of harmony" od Briana Wilsona, vođe grupe Beach Boys. "Bee Gees" ulaze i također u kuću "Vocal Group Hall of Fame", 2001.g., a nalaze se još i u australskoj kući "ARIA Hall of Fame".

### Grammy Awards
- 1977. Najbolja vokalna izvedba sa skladbom - "How Deep Is Your Love"
- 1978. Najbolja vokalna izvedba sa skladbom - "Saturday Night Fever"
- 1978. Album godine - "Saturday Night Fever"
- 1978. Produkcija godine - "Saturday Night Fever"
- 1978. Najbolji vokalni aranžman - "Stayin' Alive"
- 1980. Najbolja pop izvedba - "Guilty"
- 2000. Nagrada za životno djelo
- 2003. Nagrada za legendu
- 2004. Kuća slavnih - "Saturday Night Fever"

## Diskografija

### Top lista studijskih albuma
| Naziv                                          | Najviša pozicija u SAD na top listi | Godina | Najviša pozicija u VB na top listi |
| ---------------------------------------------- | ----------------------------------- | ------ | ---------------------------------- |
| The Bee Gees Sing and Play 14 Barry Gibb Songs | -                                   | 1965.  | -                                  |
| Spicks and Specks                              | -                                   | 1966.  | -                                  |
| Bee Gees' 1st                                  | #7                                  | 1967.  | #8                                 |
| Horizontal                                     | #12                                 | 1968.  | #16                                |
| Idea                                           | #17                                 | 1968.  | #4                                 |
| Odessa                                         | #20                                 | 1969.  | #10                                |
| Cucumber Castle                                | #94                                 | 1970.  | #57                                |
| 2 Years On                                     | #32                                 | 1970.  | -                                  |
| Trafalgar                                      | #34                                 | 1971.  | -                                  |
| To Whom It May Concern                         | #35                                 | 1972.  | -                                  |
| Life in a Tin Can                              | #68                                 | 1973.  | -                                  |
| Mr. Natural                                    | #178                                | 1974.  | -                                  |
| Main Course                                    | #14                                 | 1975.  | -                                  |
| Children of the World                          | #8                                  | 1976.  | -                                  |
| Saturday Night Fever                           | #1                                  | 1978.  | #1                                 |
| Spirits Having Flown                           | #1                                  | 1979.  | #1                                 |
| Living Eyes                                    | #41                                 | 1981.  | #73                                |
| E.S.P.                                         | #96                                 | 1987.  | #5                                 |
| One                                            | #68                                 | 1989.  | #29                                |
| High Civilization                              | -                                   | 1991.  | #24                                |
| Size Isn't Everything                          | #153                                | 1993.  | #23                                |
| Still Waters                                   | #11                                 | 1997.  | #2                                 |
| This Is Where I Came In                        | #16                                 | 2001.  | #6                                 |

### Značajno
"The Bee Gees" prodali su više od 225 milijuna primjeraka svojih albuma širom svijeta.
Album Maurice Gibba, "Man In The Middle" bio je tri tjedna u ožujku 2005. na #1 mjestu u Turskoj.

### Limitirana izdanja
Ellan Vannin limitirano je izdanje od 1000 primjeraka koje je snimljeno 1997.g.

### Članovi sastava Bee Gees
Barry Gibb svira ritam gitaru
Robin Gibb ne svira bilo koji instrument na sceni ali svira pianino, violončelo, a ostale svira privatno.
Maurice Gibb svira bas-gitaru, ritam i prvu gitaru, pianino, orgulje, mellotron, elektroničke klavijature, sintisajzer i bubnjeve. Od 1966. do 1972. svira mnoge različite instrumente koje koristi na brojnim snimanjima. Dok u kasnim sedamdesetima uglavnom svira samo bas-gitaru, a od 1986. najčešće klavijature.
Glazbenici koji su s braćom Gibb bili članovi "Bee Geesa":
- Colin Petersen — bubnjevi 1967. – 1969.
- Vince Melouney — prva gitara 1967. – 1968.
- Geoff Bridgeford — bubnjevi 1969. – 1972.
- Alan Kendall — prva gitara 1971. – 1980., 1987. – 2001.
- Dennis Bryon — bubnjevi 1974. – 1980.
- Blue Weaver — Klavijature 1975. – 1980.

Ostali glazbenici koju su sudjelovali na raznim snimanjima i koncertima sa sastavom "Bee Geesom":
- Carlos Alomar — gitara
- Ray Barretto — bongosi
- Reb Beach — gitara
- Tony Beard — bubnjevi
- Michael Bennett — klavijature
- Matt Bonelli — bas-gitara
- Tim Cansfield — gitara
- David Foster — klavijature
- Stephen Gibb — gitara
- Reggie Griffin — gitara
- Adrian Hales — bubnjevi
- Steve Jordan — bubnjevi
- Manu Katché — bubnjevi
- Jim Keltner - bubnjevi 1973.
- Robbie Kondor — klavijature
- Rhett Lawrence — sintisajzer programiranje
- Mike McEvoy — klavijature, gitara
- John Merchant — projekcija
- Scott Glasel — projekcija, sintisajzer programiranje, programiranje bubnjeva,
- Marcus Miller — bas-gitara
- Tim Moore — klavijature
- Nick Moroch — električna gitara
- Russ Powell - bas-gitara
- Pino Palladino — bas-gitara
- George "Chocolate" Perry — bas-gitara
- Greg Phillinganes — klavijature
- Steve Rucker — bubnjevi
- Raphael Saadiq — bas-gitara, gitara, programiranje bubnjeva, vokal
- Marc Schulman — gitara
- Steve Skinner — sintisajzer
- Ben Stivers — klavijature
- Michael Thompson — gitara
- Peter-John Vettese — klavijature
- Waddy Wachtel — gitara
- Jeff Porcaro — Osnivač sastav Toto — bubnjevi

## Vanjske poveznice
- Službene stranice Bee Geesa  Arhivirana inačica izvorne stranice od 7. srpnja 2011. (Wayback Machine)
- Službene stranice Maurice Gibba
- Službene stranice Andy Gibba